# فالي هايتس (فيرجينيا الغربية)
فالي هايتس (بالإنجليزية: Valley Heights, West Virginia)‏ هي منطقة سكنية تقع في الولايات المتحدة في مقاطعة سومرز.  يقدر عدد سكانها   وترتفع عن سطح البحر 477.02 متر.